# أندريس ريفيرا
أندريس ريفيرا (بالإسبانية: Andrés Rivera)‏ هو صحفي وكاتب أرجنتيني، ولد في 1928 في بوينس آيرس في الأرجنتين، وتوفي في 23 ديسمبر 2016 في قرطبة في الأرجنتين.